# Peter Davor
Peter Davor (* 3. Juli 1963 in Zagreb, Jugoslawien, heute Kroatien) ist ein deutscher Schauspieler und Hörspielsprecher kroatischer Herkunft.

## Leben
Davor wurde in Kroatien, damals zu Jugoslawien gehörig, geboren. Er absolvierte eine Schauspielausbildung an der privaten Schauspielschule Ruth von Zerboni in München sowie am Grotowsky-Seminar Mariusz Vargas in Warschau und am Lee Strasberg Theatre and Film Institute in New York. Außerdem besuchte er ein Schauspielerseminar am Actors Workshop in Wien. Er hatte Theaterengagements in Köln, Düsseldorf, Wien und Amsterdam.
Während seiner Theaterengagements übernahm Davor bereits Mitte der 1990er Jahre einige Filmrollen. Ab Ende der 1990er Jahre begann dann seine dauerhafte Karriere in Film und Fernsehen. In Fernsehserien übernahm er hauptsächlich pointierte Episodenrollen und auch Gastrollen. Im deutschen Fernsehen wurde er überwiegend in Kriminalserien und Kriminalfilmen eingesetzt, wo er häufig auf die Rolle des widersprüchlichen Bösewichts festgelegt war. Mehrmals spielte er Filmcharaktere, die genauso wie er selbst aus dem ehemaligen Jugoslawien stammten. Im Laufe seiner Karriere als Schauspieler entwickelte er sich immer mehr zum sensiblen und differenzierten Charakterdarsteller. Mehrfach spielte er in den Fernsehreihen Bella Block, Tatort und in der Fernsehserie Ein Fall für zwei.
1998 stand Davor an der Seite von Martina Gedeck für den Fernsehfilm Ich habe Nein gesagt von Markus Imboden vor der Kamera. 2002 spielte er neben Chiara Schoras in der Fernsehkomödie Das Geheimnis meiner Mutter. Im Kino war er 2002 in Rolle des Ansgar in Chris Kraus’ Familiendrama Scherbentanz sowie 2006, ebenfalls unter der Regie von Kraus, in dessen vielfach ausgezeichneten Film Vier Minuten zu sehen. In dem Filmdrama Sommer ’04 von Stefan Krohmer, das 2006 bei den Internationalen Filmfestspielen von Cannes Premiere hatte und 2007 auch im Rahmen der Berlinale gezeigt wurde, übernahm er eine der Hauptrollen. 2006 überzeugte er als zwielichtiger Ehemann und Chemieingenieur in dem Kriminalfilm Eva Zacharias mit Christine Neubauer in der Titelrolle. 2008 spielte er den undurchsichtigen Prokuristen Assmann in dem RTL-Fernseh-Mehrteiler Die Patin – Kein Weg zurück mit Veronica Ferres. In Niki Steins Nachkriegsdrama Wiedersehen mit einem Fremden verkörperte er 2010 einen Spätheimkehrer, der die Identität eines anderen annimmt. In der ARD-Krimireihe Mord in bester Gesellschaft war er 2011 in der Folge Die Lüge hinter der Wahrheit als konservativer Berliner Bürgermeisterkandidat Gerhard Becker zu sehen. In der ZDF-Krimireihe Kommissarin Lucas war er im Mai 2016 in der Folge Schuldig als bulgarischer Drogenboss Bojko Jankov zu sehen.
Neben seiner Schauspieltätigkeit ist Davor auch als Sprecher für Hörbücher tätig. Er nahm mehrere Hörbücher auf, unter anderem mit Werken von Zoé Valdés und Claudio Paglieri. Für Deutschlandradio Kultur las er die Erzählung Das weiße Sofa von Keto von Waberer. Er arbeitet auch als Rezitator und gibt Lesungen.

## Filmografie (Auswahl)
- 1995: Die Wache (Fernsehserie, Folge Irrtum Bulle)
- 1997: Kommissar Schimpanski (Fernsehserie, Folge Die Babydiebin)
- 1997: Reise in die Dunkelheit (Fernsehfilm)
- 1996: SK-Babies (Fernsehserie, Folge Spiel mit dem Tod)
- 1997: Der Fahnder (Fernsehserie, Folge Hütchenspiel)
- 1997–2004: Ein Fall für zwei (Fernsehserie, verschiedene Rollen, 3 Folgen)
- 1999: SK Kölsch (Fernsehserie, Folge Krieg dem Kölsch)
- 1999: Ich habe Nein gesagt (Fernsehfilm)
- 2000, 2017: SOKO München (Fernsehserie, verschiedene Rollen, 2 Folgen)
- 2000: Tatort – Bienzle und das Doppelspiel (Fernsehreihe)
- 2000: Tatort – Blaues Blut
- 2001: Tatort – Berliner Bärchen
- 2001: Dr. Stefan Frank – Der Arzt, dem die Frauen vertrauen (Fernsehserie, Folge Vater und Söhne)
- 2001: Schlosshotel Orth (Fernsehserie, Folge Vertrauenssache)
- 2002: Das Geheimnis meiner Mutter (Fernsehfilm)
- 2002: Scherbentanz
- 2002: Die Frau, die an Dr. Fabian zweifelte
- 2002: Polizeiruf 110 – Grauzone (Fernsehreihe)
- 2002, 2015: Der Alte (Fernsehserie, verschiedene Rollen, 2 Folgen)
- 2003: Die Rettungsflieger (Fernsehserie, Folge Voller Hoffnung)
- 2003: Tatort – Der Prügelknabe
- 2004: Edel & Starck (Fernsehserie, Folge Begegnung in Moll)
- 2004: Die Sitte (Fernsehserie, Folge Das Ende von Lied)
- 2004, 2006: Im Namen des Gesetzes (Fernsehserie, verschiedene Rollen, 2 Folgen)
- 2004, 2009: Küstenwache (Fernsehserie, verschiedene Rollen, 2 Folgen)
- 2004: Alarm für Cobra 11 – Die Autobahnpolizei (Fernsehserie, Folge Undercover)
- 2004: Bella Block: Das Gegenteil von Liebe (Fernsehreihe)
- 2004: Ein Goldfisch unter Haien (Fernsehfilm)
- 2004: Kommissarin Lucas – Vertrauen bis zuletzt (Fernsehreihe)
- 2005: Tatort – Erfroren
- 2005: SOKO Leipzig (Fernsehserie, Folge Bücherwahn)
- 2005: SOKO Kitzbühel (Fernsehserie, Folge Himmelfahrt)
- 2005: Tatort – Letzte Zweifel
- 2006: Ein starkes Team – Sippenhaft (Fernsehreihe)
- 2006: Großstadtrevier (Fernsehserie, Folge Kindersegen)
- 2006: Eva Zacharias (Fernsehfilm)
- 2006: Vier Minuten
- 2006: Sommer ’04
- 2006: Meine Tochter, mein Leben (Fernsehfilm)
- 2006: Beutolomäus und der geheime Weihnachtswunsch (Fernsehfilm)
- 2007: Tatort – Strahlende Zukunft
- 2008: Die Patin – Kein Weg zurück (Fernsehdreiteiler)
- 2008: Bella Block: Reise nach China
- 2009, 2014: SOKO Köln (Fernsehserie, verschiedene Rollen, 2 Folgen)
- 2010: KDD - Kriminaldauerdienst (Fernsehserie)
- 2010: Killerjagd. Schrei, wenn du dich traust (Fernsehfilm)
- 2010: Tatort – Weil sie böse sind
- 2010: Wiedersehen mit einem Fremden (Fernsehfilm)
- 2010: Tatort – Unsterblich schön
- 2010: Rosa Roth – Das Angebot des Tages (Fernsehreihe)
- 2011: Mord in bester Gesellschaft – Die Lüge hinter der Wahrheit (Fernsehreihe)
- 2011: IK1 – Touristen in Gefahr (Fernsehfilm)
- 2011: Flemming (Fernsehserie, Folge Das Haus meines Lebens)
- 2012: Ein starkes Team – Schöner Wohnen
- 2013: Wilsberg: Hengstparade (Fernsehreihe)
- 2013: Mordkommission Istanbul – Rettet Tarlabasi (Fernsehreihe)
- 2014: Mordsfreunde – Ein Taunuskrimi (Fernsehreihe)
- 2015: Tiefe Wunden – Ein Taunuskrimi
- 2015: Marie Brand und das Erbe der Olga Lenau (Fernsehreihe)
- 2016: Letzte Spur Berlin (Fernsehserie, Folge Fenster zum Hof)
- 2016: Kommissarin Lucas – Schuldig
- 2018: Inga Lindström: Lilith und die Sache mit den Männern
- 2018: Die Heiland – Wir sind Anwalt (Fernsehserie, Folge In dubio pro reo)
- 2020: Blutige Anfänger (Fernsehserie)
- 2020: Notruf Hafenkante (Fernsehserie, Folge Familiensache)
- 2021: Das Lied des toten Mädchens (Fernsehfilm)

## Hörspiele (Auswahl)
- 2009: John von Düffel: Die Unsichtbare. Regie: Christiane Ohaus, Radio-Tatort (RB)
- 2013: Bodo Traber: Sir Joe – Regie: Petra Feldhoff (WDR)
- 2013: Christine Grän/Eva Karnofsky: Quitos Töchter – Regie: Jörg Schlüter (Hörspiel – WDR)
- 2013: Giampaolo Simi: Vater, Mörder, Kind – Regie: Jörg Schlüter (Hörspiel – WDR)